# 薔薇色myハニー
『薔薇色myハニー』（ばらいろマイハニー）は、大海とむによる日本の漫画作品。
2005年から2006年に、『プチコミック』（小学館）に連載。小さな印刷工場に勤めるOLと、不思議な力を持つ大企業の御曹司が出会い、互いに惹かれあい恋をするラブロマンス作品。単行本は全3巻が小学館から発売された。

## 概要
初出は『プチコミック』2005年5月号。同誌2006年5月号で完結。全13話（別に番外編1話あり）。主人公の平凡なOLが大企業の御曹司に見出されるシンデレラストーリーの側面を持ちつつ、主人公と御曹司がそれぞれに自らの使命と想いとの間で葛藤しながら、互いに惹かれあっていく姿を描く。

作者にとっては、デビュー作から続いた『禁断の恋でいこう』シリーズに次ぐ、実質的に2作目となる作品。
- 単行本全3巻（2005年 - 2006年、小学館プチコミフラワーコミックス）
  - 薔薇色myハニー - 全13話
  - 愛しこの夜（2005年、プチコミック2006年1月号増刊） - 薔薇色myハニー番外編
  - しあわせのおまもり （プチコミック2005年7月号増刊） - 短編読切作品

## あらすじ
主人公・小梅が務める小さな印刷会社に新しい社長としてやってきたのは、大企業の友永グループの御曹司・友永御影だった。就任早々、御影は印刷工場の閉鎖と会社の整理を切り出し、小梅と対立する。そんなある日、小梅はふとしたことから、御影が友永家の優れた当主の証である「虎憑き」の不思議な力を持つこと、自分には御影が制御しきれない「虎憑き」の力を抑える「虎使い」の素質があることを知る。御影の力を利用しようとする友永家や、代々「虎使い」を務めてきた風森家の思惑が交錯する中、御影のために「虎使い」の役割を果たそうとする小梅。自らを律して小梅には頼るまいとする御影。しかし、互いに求め合う運命の「虎憑き」「虎使い」の2人は、やがて互いに惹かれてゆく。

## 主な登場人物
牧場 小梅（まきば こうめ）
主人公。小さな印刷会社・やよい印刷のOL。19歳。豊かな黒髪とつぶらな瞳で外見は物静かに見えるが、芯が強く率直で明るい性格。御影の虎を鎮める「虎使い」の資質があると知り、その役割を果たすうち、御影に好意を抱くようになる。
友永 御影（ともなが みかげ）
友永グループの会長の孫で次期グループ総裁候補。24歳。会社では情報管理部門次長でありながら、グループ企業であるやよい印刷の社長も務める。優れた当主の印である「虎憑き」で、自らの感情を抑えきれないときには、普通の人には見えない虎が出現するという不思議な力を持つ。次期の友永家当主という立場から、「虎使い」に頼らず厳しく自分を律しようとするが、小梅に次第に惹かれていく。
風森 小太郎（かざもり こたろう）
友永家に代々仕えてきた風森家の「虎使い」。28歳。「虎使い」だが、御影の「虎憑き」を抑えることができず、小梅にその役割を譲りながらも、御影と小梅を陰に日向にサポートする。小梅と御影が互いに惹かれあうのを知りつつ、小梅に好意を抱いている。
磯川 華名子（いそかわ かなこ）
磯川代議士の娘で、御影の許婚。御影に寄せる小梅の想いを知りながら、御影に近づく。
山口 和弘（やまぐち かずひろ）
やよい印刷の常務。兄が友永家に入ったため、御影とは叔父、甥の関係。幼い頃から御影のよき理解者。